# گنبد گرما

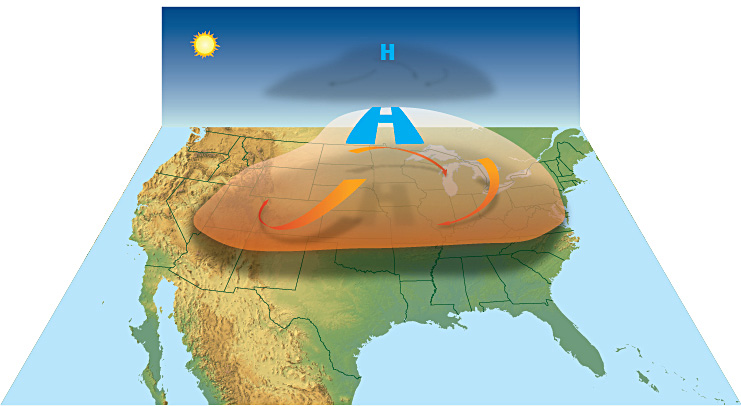
یک گنبد گرمایی بر فراز ایالات متحده آمریکا

گنبد گرما (انگلیسی: Heat dome) یک پدیده هواشناختی متشکل از گرمای شدید است و زمانی ایجاد می‌شود که اتمسفر زمین هوای گرم اقیانوس را به دام می‌اندازد و مانند آن است که با یک درپوش یا کلاه محدود شده باشد. گنبدهای گرمایی زمانی اتفاق می‌افتند که شرایط جوّی با فشار بالا برای مدتی غیرمعمول ثابت بماند و با جلوگیری از همرفت و بارندگی، هوای گرم «به دام افتاده» در یک منطقه را نگه می‌دارند. این وضعیت می‌تواند توسط عوامل متعددی مانند ناهنجاری‌های دمای سطح دریا و تأثیر لا نینا ایجاد شود.
هوای سطوح بالاتر در الگوهای هواشناختی نیز به کندی حرکت می‌کند که هواشناسان آن را با نام بندال امگا می‌شناسند.
اصطلاح گنبد گرمایی اغلب در واژگان رسانه ای برای بیان هر وضعیت موج گرمایی تعمیم داده می‌شود. اگرچه امواج گرمایی با گنبدهای گرمایی تفاوت دارند، زیرا دوره‌هایی از هوای بسیار گرم هستند که لزوماً توسط چنین سامانه‌های ثابت پرفشار ایجاد نمی‌شوند. اصطلاح گنبد گرمایی در زمینه جزیره گرمایی شهری نیز استفاده می‌شود.